# Frank Gaw
Frank Michael Gaw ist ein ehemaliger deutscher Basketballspieler.

## Laufbahn
Der in Ulm an der Donau geborene Gaw spielte für den Godesberger TV in der 2. Basketball-Bundesliga, Ende der 1980er spielte und studierte (Kommunikationswissenschaften) der 2,09 Meter große Innenspieler am Miami Dade Community College, einem Außencampus der University of Miami im US-Bundesstaat Florida. Anschließend wechselte er zum DTV Charlottenburg in die Basketball-Bundesliga und spielte für den Verein auch im Europapokal.
Im Jahr 1989 bestritt Gaw zwölf A-Länderspiele für die Nationalmannschaft der Bundesrepublik Deutschland.
Beruflich wurde er unter anderem für den Sportartikelhersteller Nike tätig, arbeitete später für die Uhrenmarken Swatch, Tissot, Certina und Mido, den Büroartikelhersteller Herlitz und das Elektronikunternehmen Sony. Anschließend betätigte er sich als selbständiger Unternehmer unter anderem in der Damen-Oberbekleidung (DOB) mit einer eigenen Damenmodemarke (Stella Lena N.Y.) und in der deutschen Gesundheitsvorsorgeindustrie mit dem Bio Medizinischen Therapiezentrum (BMT).
Dem Basketballsport blieb er unter anderem als Trainer verbunden.